# Congetture matematiche
L'elenco di congetture che segue è ripartito in quattro sezioni relative allo status corrente delle congetture.

## Congetture dimostrate (nuovi teoremi)
- Congettura di Adams
- Congettura di Bieberbach
- Congettura di Blattner
- Congettura di Bloch-Kato
- Congettura di Catalan
- Congettura di Deligne sugli 1-motivi
- Congettura di Epsilon
- Ultimo teorema di Fermat
- Congettura di Gradient
- Congettura debole di Goldbach
- Congettura forte del grafo perfetto
- Congettura di Keplero
- Congettura di Kummer sulle somme cubiche di Gauss
- Congettura di Mahler-Manin
- Congettura di Manin-Mumford
- Congettura di Mordell
- Congettura di Mumford
- Congettura di Oppenheim
- Congettura di Poincaré
- Congettura di Ramanujan e Petersson
- Congettura di Segal sull'anello di Burnside
- Congettura di Serre
- Congettura di Smith
- Problema dell'altezza star
- Congettura di Sullivan
- Congettura di Taniyama-Shimura
- Congettura di Thurston
- Congetture di Weil
- Teorema dei quattro colori

## Congetture confutate
- Congettura di Ganea
- Congettura di Eulero
- Congettura generalizzata di Smith
- Hauptvermutung
- Congettura del grafo intersezione
- Congettura di Kouchnirenko
- Congettura di Mertens
- Congettura di Pólya
- Congettura di Ragsdale
- Congettura di Tait
- Congettura di von Neumann

## Lavori recenti
- Congettura di Hilbert-Smith[en.wiki non parla della dimostrazione]
- Congettura di Nagata[di quale congettura si parla? Una è stata risolta, l'altra pare di no]
- Congettura di Sato-Tate

## Congetture aperte
- Congettura abc
- Congettura di Andrews-Curtis
- Congettura di Artin
- Congettura di Atiyah
- Congettura di Baum-Connes
- Congettura di Beal
- Congettura di Beilinson
- Congettura di Berry-Tabor
- Congettura di Birch-Swinnerton-Dyer
- Congettura di Birch-Tate
- Congetture di Bloch-Beilinson
- Congettura di Borel
- Congettura di Bost
- Congettura di Collatz
- Congettura di Cramér
- Congettura di Deligne disambiguazione
- Congettura di Eilenberg-Ganea
- Congettura di Erdős-Gyárfás
- Congettura di Erdős sulle progressioni aritmetiche
- Congettura di Farrell-Jones
- Congettura di Frankl
- Congettura di Gilbreath
- Congettura di Goldbach
- Congettura di Hodge
- Congetture omologiche in algebra commutativa
- Congettura dello jacobiano
- Congettura di Lawson
- Congettura di Legendre
- Congettura di Levy
- Congettura di Lichtenbaum
- Congettura di Littlewood
- Congettura di Marshall Hall
- Congetture di Mazur
- Congettura di Milnor sulle forme quadratiche
- Congettura di monodromia
- Nuova congettura di Mersenne
- Congettura di Novikov
- Congettura sulla colorazione di Petersen
- Congettura di Pierce-Birkhoff
- Congettura di Pillai
- Congettura dei numeri primi gemelli
- Congettura di Quillen-Lichtenbaum
- Congettura di ricostruzione
- Ipotesi alla Riemann: vedi anche congetture di Weil
  - Ipotesi di Riemann
    - Ipotesi di Riemann generalizzata
    - Grande ipotesi di Riemann

  - Ipotesi di densità
  - Ipotesi di Lindelöf
  - Congettura di Hilbert-Pólya sopra l'ipotesi di Riemann
- Ipotesi H di Schinzel
- Congettura di Scholz
- Seconda congettura di Hardy-Littlewood
- Congetture di moltiplicità di Serre
- Congettura di Tate
- Congettura di Vandiver
- Congettura di monodromia di Weight